# Paraheteronyx corporaali
Paraheteronyx corporaali är en skalbaggsart som beskrevs av Moser 1926. Paraheteronyx corporaali ingår i släktet Paraheteronyx och familjen Melolonthidae. Inga underarter finns listade i Catalogue of Life.